# Neutral Milk Hotel
Neutral Milk Hotel je američki nezavisni rock-sastav, okupljen oko Jeffa Manguma, osnivača i pisca pjesama.  Tijekom devedesetih izdao je dva albuma, a svojim stvaralaštvom izvršio je znatan utjecaj na glazbenu scenu i druge rock-sastave, kao što su Arcade Fire i The Decemberists.  Iako su članovi aktivni na raznim projektima, ne planiraju izdavanje novih albuma.

## Albumi
- On Avery Island (Merge Records, 1996.)
- In the Aeroplane Over the Sea (Merge Records, 1998.)

## Vanjske poveznice
- http://www.neutralmilkhotel.net/  Arhivirana inačica izvorne stranice od 7. rujna 2006. (Wayback Machine) Službene stranice
- http://www.neutralmilkhotel.org/ Dodatni podatci o bendu